# Итурбуру, Изабель
Изабель Итурбуру (фр. Isabelle Ithurburu; род. 24 февраля 1983, По) — французская телеведущая и спортивный журналист.

## Биография
Родилась 24 февраля 1983 года в По департаменте Атлантические Пиренеи, дочь владельца бакалейного магазина. В 2001 году стала победительницей конкурса красоты мисс Пау-Беарн.
В 2005 году снялась в 5 сезоне телесериала Nouvelle Star была одной из пятнадцати участников, которые исполняли песни в прямом эфире, исполнив песню «Butterfly» группы Superbus она не прошла в финал.
После работы в сфере международной торговли, в 2009 году её наняли для работы на канале Infosport+ и на киностудию Groupe Canal+, представляя множество спортивных программ, таких как Sports Dimanche и L'Édition du Soir and La Matinale Sports. Во время Чемпионата мира по регби 2011 года каждые выходные она вела на канале Canal+ журнал Jour de Coupe du monde.
В 2012 году после ухода Даррена Тулетта, она сменила его для продолжения вещания Samedi Sport на Canal+, продолжила вести Des décodeurs на Infosport+. Проработав с 2012 по 2013 год Изабель Итурбуру ушла с программы Samedi Sport, её заменили на телеведущую Натали Янетта, теперь она ведёт Jour de rugby. Вела прямую трансляцию Уимблдонского турнира и снимала документальный фильм Grand Format на канале Canal+ Sport.
В 2015 году награждена «Micro d'or» в номинации «Влиятельный человек года».

## Личная жизнь
В 2010 году вышла замуж за игрока в регби Гонсало Кесада, впоследствии стал тренером по регби. Они познакомились в клубе Сексьон Палуаз, где Гонсало играл в регби-клубе «По», города откуда он родом.